# Ecgberht II de Northumbria
Ecgberht fue rey de Northumbria a finales del siglo IX. Sabemos muy poco acerca de su reinado.
A diferencia de su predecesor, Ricsige, que pudo haber gobernado sobre gran parte de Northumbría tras la expulsión de Ecgberht I en 872, este Ecgberht gobernó sólo en las tierras más allá del Tyne, en el norte de Inglaterra y sur de Escocia. La frontera norte de Ecgberht del reino es incierto.

La muerte de Ricsige la muerte y el ascenso de Ecgberhtes registrada por Simeón de Durham, que escribe en 876: 
El rey pagano Halfdene dividió entre sí y sus seguidores el país de los Northumbrios. Ricsig, el rey de la Northumbrios, murió, y Egbert el segundo reinó sobre los Northumbrios más allá del río Tyne.
En 883, escribiendo sobre la elección de un rey de los Vikingos de York y del sur de Northumbria a la muerte de su líder Halfdene (Halfdan Ragnarsson), Simeón dice:
Entonces San Cutberto, ayudando por una visión, ordenó al abad Eadred (que porque vivía en Luel era apodado Lulisc) que dijera al obispo y a todo el ejército de los Anglos y de los Daneses, que mediante el pago de un rescate, debían redimir a Guthred, el hijo de Hardicnut, a quien los Daneses habían vendido como esclavo a una viuda en Whittingham, y debían criarlo, una vez redimido, para ser rey, y reinó sobre York, pero Egbert sobre los Northumbrios.
Sin embargo, otras fuentes indican que el segundo Ecgberht reinó dos años, aunque esto puede referirse a sus pretensiones sobre toda Northumbria. Nick Higham ve el relato de Simeón de la elección de Guthred como un relato no histórico de un acuerdo entre los vikingos de York en el sur de Northumbria, y Ecgberht en el norte, la Northumbria inglesa.
Ecgberht fue sucedido por Eadulf I de Bernicia.